# MARPAT

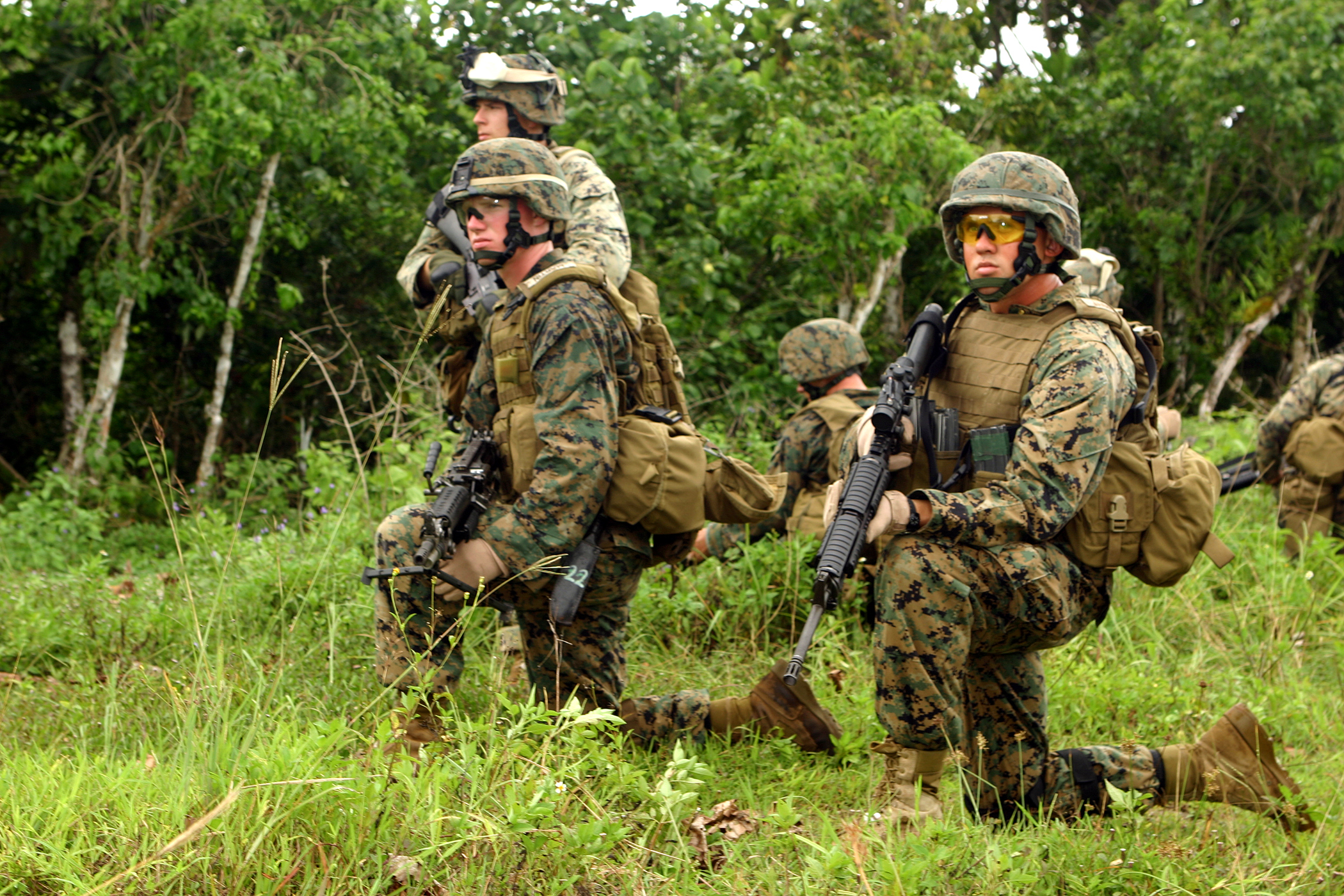
Američtí mariňáci při cvičení, s uniformami MARPAT - lesní vzor

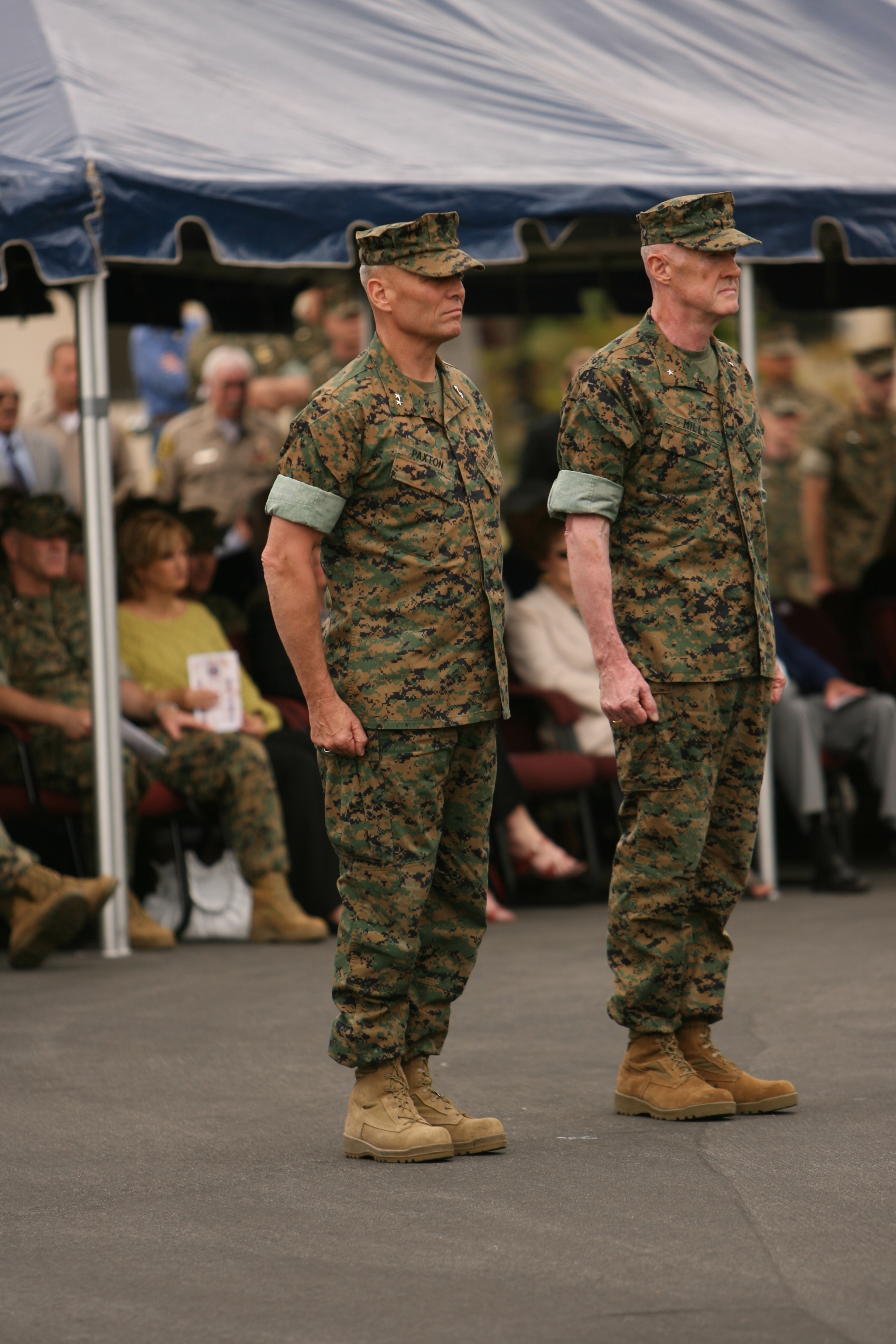
Gen. Paxton a Gen. Mills při ceremoniálu změny vedení 1st Marine Division. Oba mají lesní vzor uniformy MARPAT.

MARPAT (zkratka pro MARine Disruptive PATtern - maskovací vzor námořní pěchoty) je digitálně vytvořený vzor používaný americkou námořní pěchotou na uniformě MCCUU (Marine Corps Combat Utility Uniform). Skládá se z velkého množství různě barevných pixelů, což je mnohem efektivnější než starší více či méně symetrické vzory. Je také známým pod jménem „digitální vzor“, protože místo makrovzoru (velké skvrny) používá mikrovzor (pixely). MARPAT byl vyvinut z černohnědého vzoru tygří pruhy.
Koncept používání miniaturních barevných vzorků místo velkých skvrn však není žádnou novinkou. Již za druhé světové války používali němečtí vojáci uniformy podobné současným Flecktarn, které se skládají z drobných barevných bodů. Inspiraci lze hledat i u Kanadských ozbrojených sil používajících taktéž digitální vzor zvaný CADPAT.
MARPAT jako takový se dále dělí na tři různé varianty podle prostředí: Lesní, pouštní a městskou. První dvě se používají od roku 2004, městský vzor však nebyl nikdy schválen a nepoužívá se. K těmto dvěma vzorům byl později přidán i sněžný vzor.
Cílem digitálního vzoru je co nejdokonalejší sladění s pozadím. Zatímco proti jednolitému pozadí je téměř nepřehlédnutelný, při správném použití v terénu je díky absenci jakýchkoli ostrých hran mnohem efektivnější než tradiční maskovací vzory.
Nejen vzor byl změněn, vylepšení se dočkala i samotná uniforma. Nejvýraznější změnou je umístění kapes: zatímco starší BDU uniformy měly symetricky rozmístěné kapsy na hrudi a pase, MARPAT má praktičtěji umístěné kapsy na rukávech, takže zůstávají přístupné i v případě, že má voják na sobě vestu. Hrudní kapsy jsou mírně nakloněny směrem dovnitř, což opět zvyšuje jejich přístupnost. Další změny se týkají většího množství úchytů pro kolenní a loketní chrániče.
Spolu s tím nyní námořní pěchota používá nové hnědé semišové boty.
Aby nezůstala pozadu, vyvinula pro své jednotky digitální vzor nazývaný Army Combat Uniform (ACU) i Armáda Spojených států. Ten se od MARPATu liší především méně výrazným barevným složením, které se ale dá používat univerzálně v kterémkoli prostředí. Americké letectvo oproti tomu navrhlo Airman Battle Uniform (ABU) založené také na tygřích pruzích.

## Fotogalerie

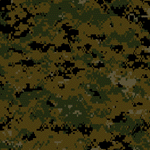
Lesní vzor uniformy MARPAT
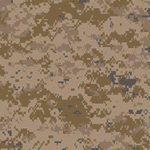
Pouštní vzor uniformy MARPAT
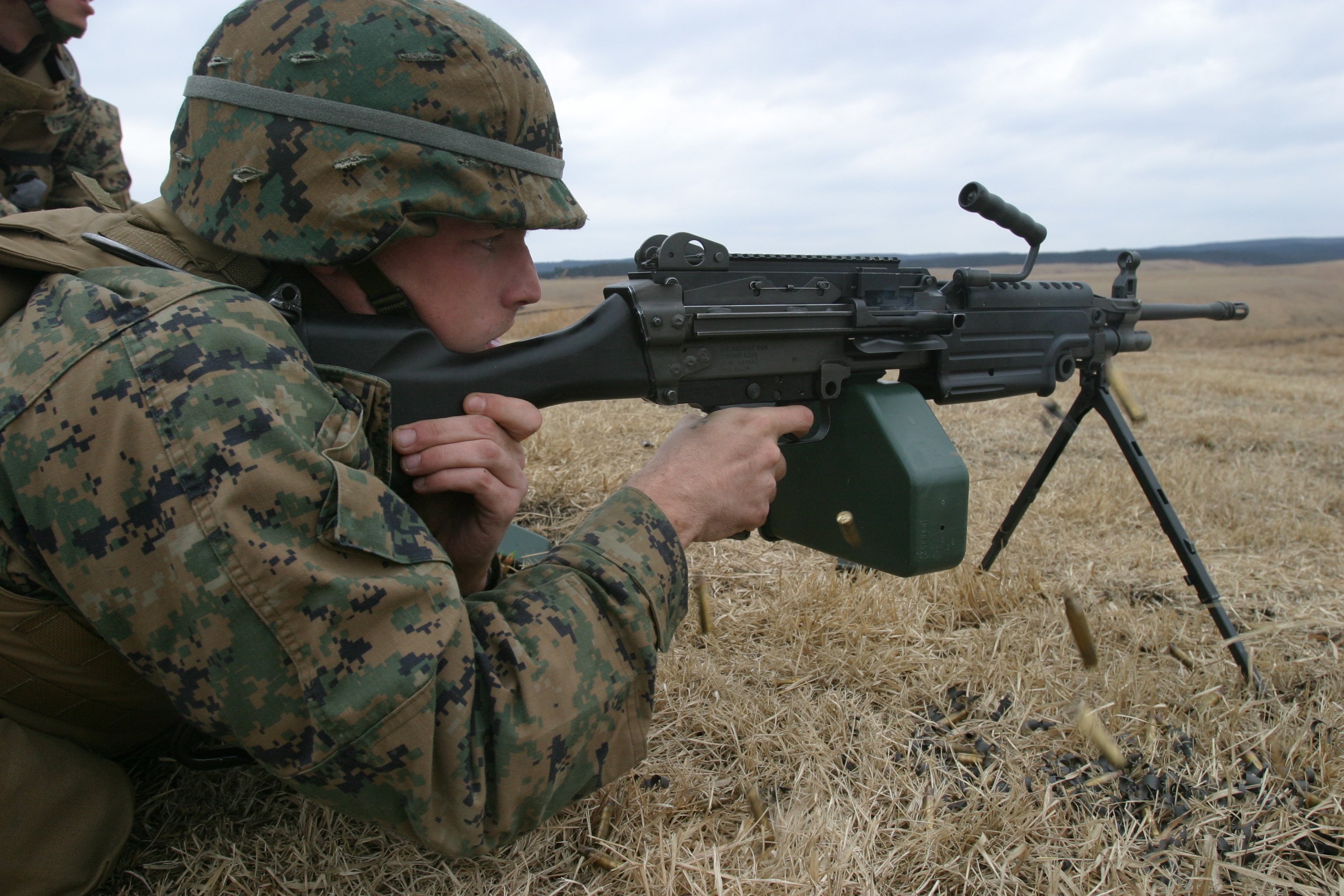
Mariňák s lesním vzorem MARPATu.
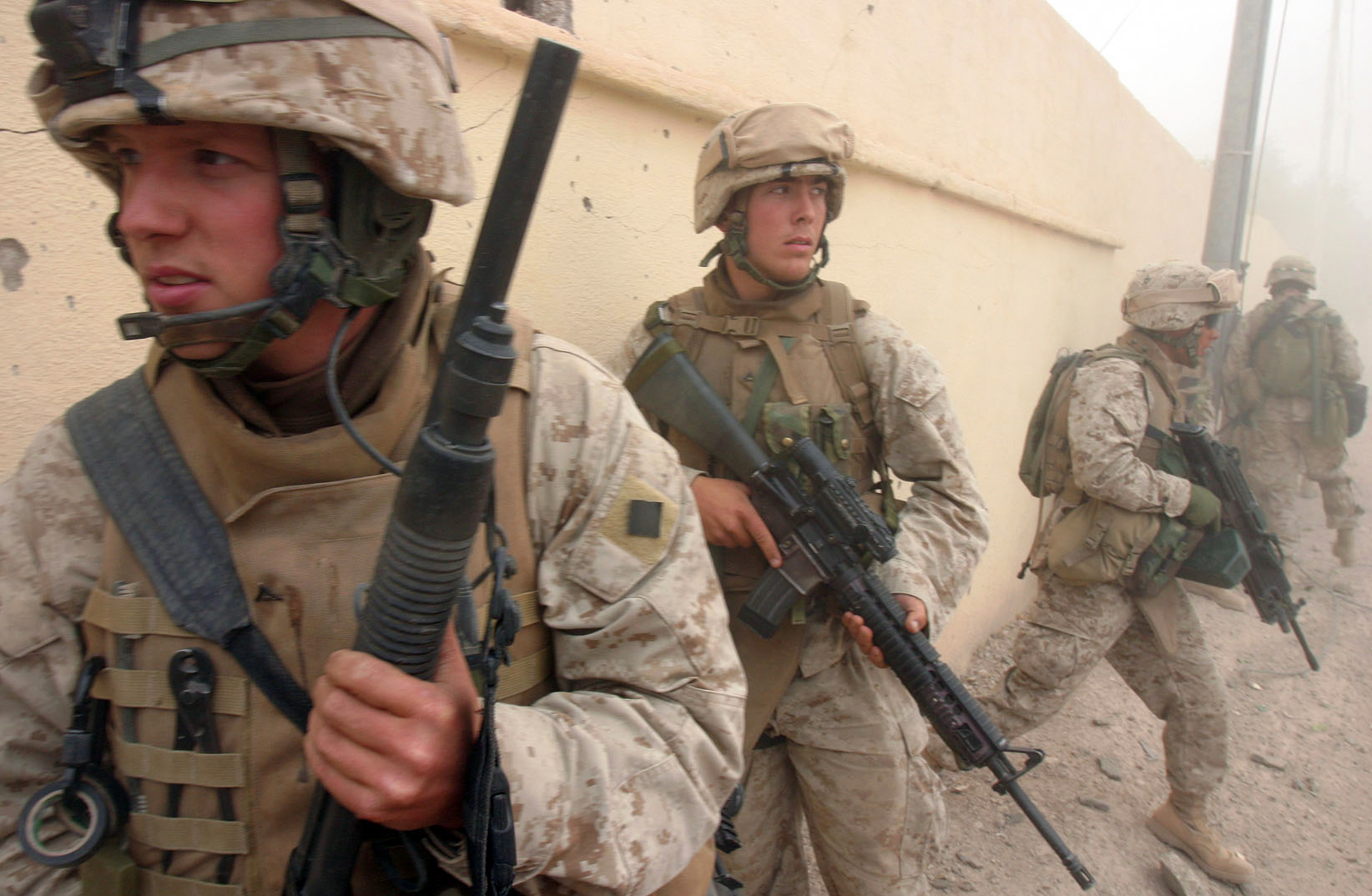
Příslušníci Námořní pěchoty s pouštním vzorem MARPATu.
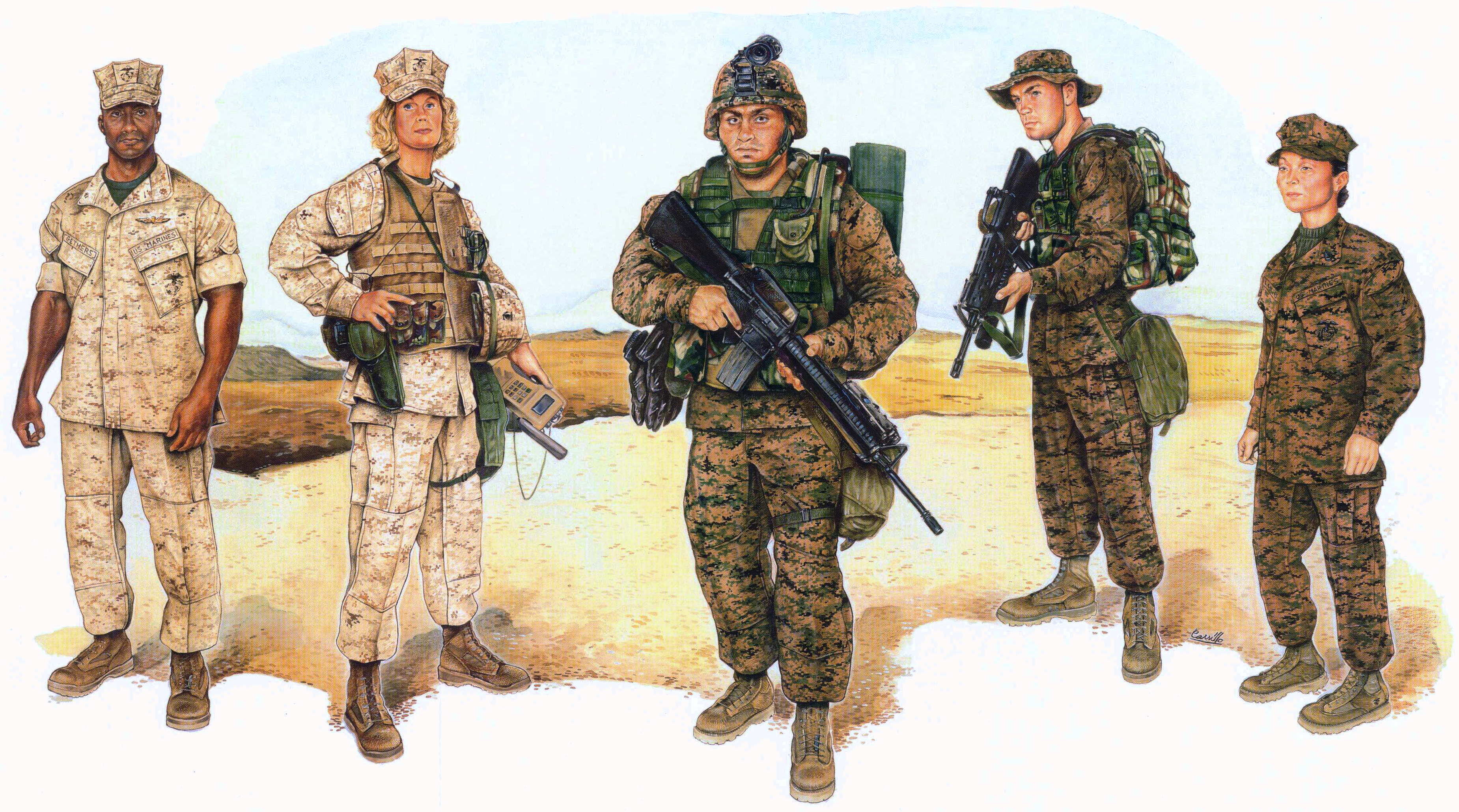
Přehled všech typů uniformy.